# Micrambyx yvonnae
Micrambyx yvonnae là một loài bọ cánh cứng trong họ Cerambycidae.